# Coöperatieve Condensfabriek Friesland
Coöperatieve Condensfabriek Friesland, afgekort CCF of ccFriesland, was een Friese zuivelfabriek gevestigd in Leeuwarden. De fabriek, opgericht in 1913, is uiteindelijk opgegaan in Friesland Dairy Foods.

## Geschiedenis
In 1913 richtten vertegenwoordigers van een dertig zuivelcoöperaties in Friesland (muv Grijpskerk) de Coöperatieve Condensfabriek Friesland in Leeuwarden op met het specifieke doel om gecondenseerde melk te produceren en verkopen. Het procedé van het indampen van melk tot gecondenseerde melk dat dateert uit het midden van de 19e eeuw en in 1856 gepatenteerd was door de Amerikaan Gail Borden kreeg later in de negentiende eeuw ook in Nederland navolging. De productie van deze gecondenseerde melk, in zogeheten condensfabrieken, bleef aanvankelijk het terrein van particuliere ondernemingen. De zelfstandig opererende zuivelcoöperaties zagen wel de kansen voor een centrale verwerking van de bederfelijke melk om hun afzet vergroten maar kwamen pas geleidelijk tot samenwerking, een van de eerste vormen in de sector. Deze samenwerking was gebaseerd op de conclusie van een onderzoekscommissie uit de agrarische sector. Deze condensfabriek maakte het mogelijk om het afzetgebied van melk nationaal en internationaal te vergroten. In de eerste jaren na de oprichting werden ze binnen Europa actief en vanaf de jaren 1920 ook buiten Europa, met name in het toenmalige Nederlands-Indië. Het aantal aangesloten zuivelcoöperaties bij de Coöperatieve Condensfabriek Friesland groeide met de jaren. Zo ging het rond 1939 om zo'n 68 coöperatieve zuivelfabrieken. Hierbij werd 65 miljoen kg melk verwerkt. Rond 1950 werd 72 miljoen liter melk verwerkt.
Markante initiatieven op internationaal niveau waren in het Verre Oosten de opening van een verkoopkantoor in Hongkong in 1936, de oprichting van Thailand Phranakorn Milk Industries in 1968 en in 1969 de samenwerking met het Vietnamese zuivelconcern Cosuvina. In Afrika werd in 1974 de West Africa Milk Company Ltd (WAMCO) opgericht, met een zuivelfabriek in Nigeria. Begin jaren 1960 werd de Groningse condensfabriek De Ommelanden gezamenlijk overgenomen door de Drentse zuivelcoöperatie DOMO en de Coöperatieve Condensfabriek Friesland. DOMO werd rond 1980 lid van Coöperatieve Condensfabriek Friesland, en fuseerde daarnaast in 1983 met Frico tot de coöperatie Noord-Nederland ('Frico/Domo'). Deze fuseerde in 1990 op haar beurt met Coöperatieve Condensfabriek Friesland tot de Friesland Frico Domo Coöperatie BA. Sinds 1995 bestaat de houdstermaatschappij Friesland Dairy Foods nv waarvan de coöperatie enig aandeelhouder is.